# Абраменко Наталія Едуардівна
Абраменко Наталія Едуардівна (нар. 16 лютого 1969, смт Олександрівка) — українська спортсменка, легкоатлетка, майстер спорту України, бронзовий призер чемпіонату України.

## Біографія
Народилася 16 лютого 1969 року в смт Олександрівка.
В 1986–1990 роках навчалася в Кіровоградському державному педагогічному інституті ім. О. С. Пушкіна. Факультет фізичного виховання.
Суддя І національної категорії.
Тренер КЗ ОСДЮШОР-2 відділення легкої атлетики.
Одружена, має сина.

## Спортивні досягнення
- майстер спорту України з бігу на 800 метрів[2];
- бронзовий призер чемпіонату України з бігу на 800 м[2] (1996 р. м. Київ);
- володарка Кубку України з естафетного бігу 4х400 метрів[2](1997 р. м. Київ).

## Тренерська робота

### Підготувала
1. Маруценко Вікторія — кандидат в майстри спорту, призер Чемпіонату України бігу з перешкодами (2012 рік, Вінниця).
2. Галенко Анна — кандидат в майстри спорту, призер Чемпіонату України серед юніорів (2013 рік, Суми).
3. Пєшкова Анна — майстер спорту, призер Чемпіонату України серед молоді з кросового бігу (2005 рік, Цюрупинськ).